# Zingeria pisidica
Zingeria pisidica är en gräsart som först beskrevs av Pierre Edmond Boissier, och fick sitt nu gällande namn av Thomas Gaskell Tutin. Zingeria pisidica ingår i släktet Zingeria och familjen gräs. Inga underarter finns listade i Catalogue of Life.